# Sandefjord Fotball
Sandefjord Fotball, norweski klub piłkarski z miasta Sandefjord, w sezonie 2005 zajął 2. miejsce w tabeli 2. ligi (Adeccoligaen) i awansował do Eliteserien, w której zagrał w sezonie 2006 jako debiutant.

## Sukcesy
- 1. divisjon
  - mistrzostwo (1): 2014
  - wicemistrzostwo (3): 2005, 2008, 2016

- 2. divisjon
  - mistrzostwo (1): 1999

- Puchar Norwegii
  - finał (1): 2006

## Skład na sezon 2018
| Nr | Poz. | Piłkarz                    |
| -- | ---- | -------------------------- |
| 1  | BR   | Ingvar Jónsson             |
| 2  | OB   | Lars Grorud                |
| 3  | OB   | Sander Moen Foss           |
| 4  | OB   | Christer Reppesgård Hansen |
| 5  | PO   | Enric Vallès               |
| 6  | NA   | Mohamed Ofkir              |
| 7  | PO   | Emil Pálsson               |
| 8  | PO   | Erik Mjelde                |
| 9  | PO   | Håvard Storbæk (kapitan)   |
| 10 | NA   | Pau Morer                  |
| 11 | NA   | Flamur Kastrati            |

| Nr | Poz. | Piłkarz                                     |
| -- | ---- | ------------------------------------------- |
| 12 | BR   | Eirik Holmen Johansen                       |
| 13 | OB   | Andrew Eleftheriou (wypożyczony z Watfordu) |
| 14 | OB   | Crescendo van Berkel                        |
| 15 | NA   | Pontus Engblom                              |
| 16 | OB   | El-Hadji Gana Kane                          |
| 17 | OB   | Joachim Olsen Solberg                       |
| 19 | OB   | Victor Demba Bindia                         |
| 20 | OB   | Abdoulaye Seck                              |
| 22 | NA   | André Sødlund                               |
| 23 | PO   | Ole Breistøl                                |
| 25 | PO   | Sabawon Shamohammad                         |

## Strony klubowe
- Oficjalna strona internetowa klubu (norw.)
- Blåhvalane (wieloryby), strona kibiców